# 民主主義を今

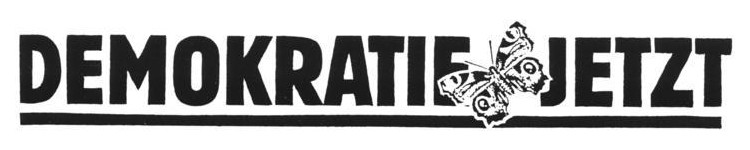
「民主主義を今」のロゴ

民主主義を今（ドイツ語: Demokratie Jetzt, DJ）は、ドイツ民主共和国（東ドイツ）の民主化運動において結成された反体制市民団体・政治団体あるいは社会運動団体のひとつ。民主主義をいま、今すぐ民主主義を などの訳もある。
1989年9月12日に結成。ドイツ社会主義統一党（共産党）の独裁に反対することを目的とする組織ではあったが、東ドイツの反体制運動を担っていたプロテスタント教会や宗教（キリスト教）の強い影響によって「自由、尊厳、多元主義、法の支配、経済の民主化および環境との調和」などを掲げた上で人道的・民主主義的なバージョンに転換した社会主義の維持を主張し、西側諸国の消費社会にも反対した点に特色があり、反共主義体制ながら左派寄りの姿勢を保っていた。
1990年には東ドイツ最初で最後の自由選挙となった人民議会選挙に際し、新フォーラム、平和と人権イニシアティヴと3団体で選挙連合・同盟90を結成したが東西ドイツ再統一にむけたナショナリズムの高揚の前に 2.9％の得票で12議席の獲得にとどまった。その後も同盟90の一角をなしており、ドイツ再統一後の12月2日の連邦議会選挙では再統一の熱狂のなか、同盟90と東ドイツ緑の党の統一名簿として8名の当選にとどまった。1991年9月21日に同盟90が政党化した際に団体は解散してこれに合流、さらに元メンバーの多くは1993年、同盟90/緑の党に参加した。